# Martin Kurel
Martin Kurel (né le 27 janvier 1961 et mort le 4 juillet 2019) est un chef décorateur tchèque.

## Filmographie (sélection)
- 2001 : L'Affaire du collier (The Affair of the Necklace) de Charles Shyer
- 2002 : Mission Évasion (Hart's War) de Gregory Hoblit
- 2005 : Lord of War d'Andrew Niccol
- 2006 : La Malédiction (The Omen) de John Moore
- 2006 : La Peur au ventre (Running Scared) de Wayne Kramer
- 2008 : Les Soldats de l'ombre (Flammen & Citronen) d'Ole Christian Madsen.
- 2012 : Royal Affair (En kongelig affære) de Nikolaj Arcel
- 2015 : Marguerite de Xavier Giannoli
- 2016 : Personal Shopper d'Olivier Assayas

## Distinctions

### Récompenses
- César du cinéma 2016 : César des meilleurs décors pour Marguerite